# Argot chinook
L'argot chinook, també conegut com a chinuk wawa, és un pidgin que fou utilitzat com a llengua comercial durant el segle xix partint de la part inferior del riu Columbia fins a altres zones del modern Oregon i Washington, Columbia Britànica i part d'Alaska i del territori de Yukon, tenint de vegades característiques d'una llengua criolla. Es relaciona amb la llengua aborigen dels chinook, però no el mateix, ja que s'hi basa gran part del seu vocabulari.
Moltes paraules de l'argot chinook romanen en ús comú a l'Oest dels Estats Units, Columbia Britànica i Yukon, tant en les llengües ameríndies com en l'anglès regional, El nombre total de mots de l'argot als lèxics publicats es compta sols en centenars, per la qual cosa era fàcil d'aprendre. Té el seu propi sistema gramatical tant simple que, igual que la llista de paraules, era de bon aprendre. La consonant «r» és rara encara que existeix, així com préstecs de l'anglès i francès, com "rice" (arròs) i "merci", que han canviat en la seva adopció a l'argot, a 'lice' i 'mahsie', respectivament.

## Informació general i història
L'argot es va construir originalment d'una gran varietat de paraules de llengües ameríndies del nord-oest del Pacífic, sorgint com a pidgin intra-indígena en una regió marcada per la geografia divisiva i intensa diversitat lingüística. Els pobles participants procedien d'una dotzena de llengües de molt diferents famílies lingüístiques. Va assolir el seu punt màxim d'ús en el període 1858-1900, i es va reduir com a resultat de la grip espanyola, la Primera Guerra Mundial i les escoles internats.
Alguns europeus i asiàtics adoptaren l'argot com una forma altament eficient i accessible de comunicació. Aquest ús va continuar en alguns sectors econòmics fins ben entrat el segle xx i algunes de les seves paraules continuen de figurar en els noms d'empreses i d'organitzacions, com també en la toponímia regional.
A la diòcesi catòlica de Kamloops, Columbia Britànica, centenars de parlants també van aprendre a llegir i escriure l'argot usant la taquigrafia Duployan mercès a la publicació Kamloops Wawa. Com a resultat, l'argot va començar a tenir la seva pròpia literatura, en la seva major part traduccions de la Bíblia i dels clàssics, així com noticiaris episcopals, esdeveniments comunitaris i locals i diaris personals. L'activista i novel·lista ameríndia Marah Ellis Ryan (1860?-1934) usà paraules i frases chinook en les seves obres.
Segons Nard Jones, l'argot chinook encara es feia servir a Seattle fins poc abans de la Segona Guerra Mundial, especialment entre els membres de l'Arctic Club, fent de Seattle la darrera ciutat on fou usat àmpliament. El 1972 va comentar que en aquesta data "Solament alguns la poden parlar completament, els homes de noranta o cent anys, com Henry Broderick, l'immobiliari, i Joshua Green, el banquer."

## Nom
La majoria dels llibres escrits en anglès encara utilitzen el terme chinook jargon, però alguns lingüistes que treballen en la preservació d'una forma criollitzada de la llengua utilitzada a Grand Ronde prefereixen el terme Chinuk Wawa (amb l'ortografia 'Chinuk' en comptes de 'Chinook'). Però els parlants històrics no van usar el nom chinook wawa, sinó més aviat Wawa o Lelang (del fr. la langue) i lelang també fa referència a la part física del cos, la llengua.
El nom per a l'argot va variar al llarg del territori en el qual es va utilitzar. Per exemple: skokum hiyu a l'àrea Boston Bar-Lytton de Fraser Canyon, o en moltes altres zones tan sols "la vella llengua comercial".